# 天主教阿蓋爾暨群島教區
天主教阿蓋爾暨群島教區（拉丁語：Dioecesis Ergadiensis et Insularum）是英國蘇格蘭一個羅馬天主教教區，屬天主教聖安德魯斯暨愛丁堡總教區。位於蘇格蘭西部，並包括阿倫島、外赫布里底群島和內赫布里底群島。
2011年，有10,850名教友，估轄區總人口14.1%，有25個堂區、32名司鐸、1名終身執事、4名修士、6名修女。現任主教為若瑟·圖亞爾。
1878年升為教區，教區座堂聖高隆主教座堂位於奧班。